# Adriana Lazzarini
Adriana Lazzarini (Mantova, 5 febbraio 1931) è un mezzosoprano italiano.

## Biografia
Dopo gli studi al conservatorio di Verona e in seguito con Gilda Dalla Rizza e Franco Ferraris, nel 1953, a 22 anni, debutta al Teatro Bellini di Catania ne Il trovatore.
Nel 1955 esordisce con Aida all'Arena di Verona, teatro che la vedrà presente in 10 stagioni, fino al 1972, prevalentemente nei grandi personaggi verdiani. Appare ripetutamente alla Scala, dove debutta nel 1958 in Maria Golovin di Giancarlo Menotti, cui fanno seguito Un ballo in maschera, Rigoletto, Luisa Miller, La dama di picche e altre, fino all'ultima apparizione in Suor Angelica nel 1973.
È presente inoltre negli altri principali teatri italiani, come Roma, Bologna, Napoli (Adriana Lecouvreur nel 1963 accanto a Magda Olivero). All'estero appare, tra gli altri, a Vienna e Montecarlo. Conclude la carriera nel 1975.

## Repertorio
| Ruolo                   | Titolo               | Autore      |
| ----------------------- | -------------------- | ----------- |
| Adalgisa                | Norma                | Bellini     |
| Anna                    | I Troiani            | Berlioz     |
| Carmen                  | Carmen               | Bizet       |
| Rubria                  | Nerone               | Boito       |
| Giunone                 | L'Ercole amante      | Cavalli     |
| La Contessa Polina      | Pikovaja dama        | Čajkovskij  |
| Neris                   | Medea                | Cherubini   |
| Principessa di Bouillon | Adriana Lecouvreur   | Cilea       |
| Eva                     | La morte d'Abele     | Leo         |
| Lola                    | Cavalleria rusticana | Mascagni    |
| Agata                   | Maria Golovin        | Menotti     |
| La Speranza             | L'Orfeo              | Monteverdi  |
| Giuditta                | Betulia liberata     | Mozart      |
| Mara                    | Debora e Jaele       | Pizzetti    |
| La Cieca Laura Adorno   | La Gioconda          | Ponchielli  |
| La Zia Principessa      | Suor Angelica        | Puccini     |
| Dalila                  | Sansone e Dalila     | Saint-Saëns |
| Fenena                  | Nabucco              | Verdi       |
| Federica                | Luisa Miller         | Verdi       |
| Maddalena               | Rigoletto            | Verdi       |
| Azucena                 | Il trovatore         | Verdi       |
| Ulrica                  | Un ballo in maschera | Verdi       |
| Preziosilla             | La forza del destino | Verdi       |
| Principessa d'Eboli     | Don Carlo            | Verdi       |
| Amneris                 | Aida                 | Verdi       |
| Mrs. Quickly            | Falstaff             | Verdi       |

## Discografia

### Incisioni in studio
- Rigoletto, con Tito Gobbi, Maria Callas, Giuseppe Di Stefano, Nicola Zaccaria, dir. Tullio Serafin - Columbia/EMI 1955
- Cavalleria rusticana (Lola), con Caterina Mancini, Gianni Poggi, Aldo Protti, dir. Ugo Rapalo . Philips 1958
- Un ballo in maschera, con Antonietta Stella, Gianni Poggi, Ettore Bastianini, dir. Gianandrea Gavazzeni - DG 1960
- Cavalleria rusticana (Lola), con Victoria de los Ángeles, Franco Corelli, Mario Sereni, dir. Gabriele Santini - HMV 1962
- Il trovatore, con Carlo Bergonzi, Antonietta Stella, Piero Cappuccilli, dir. Arturo Basile - film tv 1966

### Registrazioni dal vivo
- I Troiani, con Mario Del Monaco, Giulietta Simionato, Fiorenza Cossotto, Agostino Ferrin, dir. Rafael Kubelík - La Scala 1960 ed. Myto
- Aida, con Gabriella Tucci, Gastone Limarilli, Giangiacomo Guelfi, dir. Arturo Basile - Roma-RAI 1960 ed. Walhall
- Un ballo in maschera, con Leyla Gencer, Carlo Bergonzi, Mario Zanasi, dir. Oliviero De Fabritiis - Bologna 1961 ed. Movimento Musica/Myto
- Il trovatore, con Franco Corelli, Ilva Ligabue, Mario Zanasi, dir. Arturo Basile - Parma 1961 ed. House of Opera/Myto (selez.)
- Messa di Requiem (Donizetti),  con Gabriella Tucci, Gino Sinimberghi, Philip Maero - Dir. Francesco Molinari Pradelli - Milano-RAI 1961 ed. Memories
- Adriana Lecouvreur, con Magda Olivero, Juan Oncina, Sesto Bruscantini, dir. Oliviero De Fabritiis - Napoli 1963 ed. House of Opera
- Debora e Jaele, con Fedora Barbieri, Clara Petrella, Bruno Prevedi, Lino Puglisi, Wladimiro Ganzarolli, Nicola Zaccaria, dir. Antonino Votto, La Scala 1963
- Norma, con Leyla Gencer, Bruno Prevedi, dir. Bruno Bartoletti - Buenos Aires 1964 ed. Lyric Distribution
- Adriana Lecouvreur, con Leyla Gencer, Amedeo Zambon, Enzo Sordello, dir. Oliviero De Fabritiis - Napoli 1966 ed. Bongiovanni/Opera Lovers
- Rigoletto,, con Piero Cappuccilli, Margherita Rinaldi, Luciano Pavarotti, Nicola Zaccaria, dir. Mario Rossi -  RAI-Torino 1967 ed. Frequenz
- Suor Angelica, con Maria Chiara, Mafalda Masini, dir. Oliviero De Fabritiis - Venezia 1969 ed. Mondo Musica
- Luisa Miller, con Luisa Maragliano, Richard Tucker, Mario Zanasi, Paolo Washington, Giovanni Foiani, dir. Francesco Molinari Pradelli - La Scala 1969 ed. Curcio
- Un ballo in maschera, con Carlo Bergonzi, Rita Orlandi Malaspina, Lorenzo Saccomani, dir. Nino Sanzogno - Venezia 1971 ed. Mondo Musica/House of Opera
- Un ballo in maschera, con Luciano Pavarotti, Rita Orlandi Malaspina, Mario Zanasi, dir. Francesco Molinari Pradelli - Verona 1972 ed. Bongiovanni